# Hartwig Löger
Hartwig Löger (sinh ngày 15 tháng 7 năm 1965) là một chính trị gia người Áo và cựu giám đốc kinh doanh. Từ năm 2011 đến 2017, ông là giám đốc điều hành của UNIQA Áo (một phần của Tập đoàn bảo hiểm Uniqa) và kể từ năm 2017, ông giữ chức Bộ trưởng Bộ Tài chính. Vào ngày 22 tháng 5 năm 2019, ông được bổ nhiệm làm Phó Thủ tướng Áo, và vào ngày 28 tháng 5 năm 2019, ông đã tuyên thệ nhậm chức Thủ tướng Áo sau cuộc bỏ phiếu bất tín nhiệm thành công đầu tiên vào chính phủ liên bang, sau vụ Ibiza.

## Thời niên thiếu và giáo dục
Löger sinh ra ở Selzthal ở Styria và tốt nghiệp năm 1983 tại Stiftsgymnasium Admont. Ban đầu phấn đấu cho sự nghiệp làm phi công, Löger bắt đầu công việc là cán bộ đào tạo ứng viên trong Quân đội Áo và thực hiện kỳ thi tuyển sinh phi công ở đó. Vì chấn thương đầu gối, Löger đã trượt kỳ thi và ngẫu nhiên kết thúc ở ngành bảo hiểm. 1987/88, ông bắt đầu tham gia khóa học về kinh tế bảo hiểm tại Đại học Kinh tế và Kinh doanh Vienna và từ năm 1999 đến 2001, ông đã hoàn thành khóa học quản lý quốc tế (IMEA) tại Đại học St. Gallen.

## Sự nghiệp
Từ 1985 đến 1989 Löger làm cố vấn khách hàng cho một đại lý bảo hiểm. Sau đó, ông bắt đầu làm việc cho Allianz cho đến năm 1996 với tư cách là giám đốc bán hàng cho khu vực Styria, sau đó là trợ lý quản lý tại Grazer Wechselseitige và cho đến năm 2002 với tư cách là giám đốc bán hàng tại Donau Vers Richung AG. Từ năm 2002 đến 2017, ông làm việc cho Tập đoàn Bảo hiểm UNIQA, đầu tiên là giám đốc điều hành của UNIQA International Vers Richungs-Holding GmbH và sau đó, cho đến năm 2011, với tư cách là người đứng đầu bộ phận bán hàng độc quyền. Năm 2011, ông trở thành sĩ quan cao cấp của UNIQA và giám đốc điều hành của UNIQA Áo. Vào tháng 12 năm 2017, ông đã thành công với tư cách là CEO của Kurt Svoboda.
Từ năm 2014 đến tháng 2 năm 2018 Löger từng là chủ tịch của Liên đoàn Thể thao. Từ năm 2011, ông là thành viên của tổ chức nhà nước Vienna của Liên minh doanh nghiệp Đảng Nhân dân.

## Sự nghiệp chính trị
Kể từ ngày 18 tháng 12 năm 2017, Löger giữ chức Bộ trưởng Bộ Tài chính trong chính phủ liên minh của Thủ tướng Sebastian Kurz. Ông được Đảng Nhân dân đề cử cho vị trí này.
Bên cạnh Gernot Blümel, Günther Helm (Hofer KG) und Wolfgang Leitner, Löger đã từng là thành viên của ủy ban đề cử của ngành Công nghiệp kể từ tháng 1 năm 2018, là ủy ban quyết định ai được gửi đến ban giám sát của các công ty có sự tham gia của cổ phần nhà nước.

## Các hoạt động khác

### Tổ chức liên minh châu Âu
- Ngân hàng Đầu tư Châu Âu (EIB), Thành viên không chính thức của Hội đồng Thống đốc (kể từ năm 2018) [1]
- Cơ chế ổn định châu Âu (ESM), Thành viên Hội đồng thống đốc (từ năm 2018) [2]

### Tổ chức quốc tế
- Ngân hàng Phát triển Châu Á (ADB), Thành viên không chính thức của Hội đồng Thống đốc (từ năm 2018)
- Ngân hàng Đầu tư Cơ sở hạ tầng châu Á (AIIB), Thành viên cũ của Hội đồng Thống đốc (từ năm 2018) [3]
- Ngân hàng Tái thiết và Phát triển Châu Âu (EBRD), Thành viên cũ của Hội đồng Thống đốc (kể từ năm 2018) [4]
- Tập đoàn đầu tư liên Mỹ (IIC), thành viên cũ của Hội đồng thống đốc (từ năm 2018) [5]
- Cơ quan bảo lãnh đầu tư đa phương (MIGA), Nhóm Ngân hàng Thế giới, Thành viên không chính thức của Hội đồng Thống đốc (kể từ năm 2018) [6]
- Ngân hàng Thế giới, Thành viên không chính thức của Hội đồng Thống đốc (kể từ năm 2018) [7]

### Các tổ chức phi lợi nhuận
- Bảo tàng Kunsthistorisches, Chủ tịch Hội bạn bè
- KURIER Aid Áo, Phó Chủ tịch
- Verband der Vers Richungsu INTERNehmen sterreichs (VVO), Phó Chủ tịch

## Cuộc sống cá nhân
Löger đã kết hôn, có hai con và sống ở Vienna ở Áo. 